# 露脊鯨灣

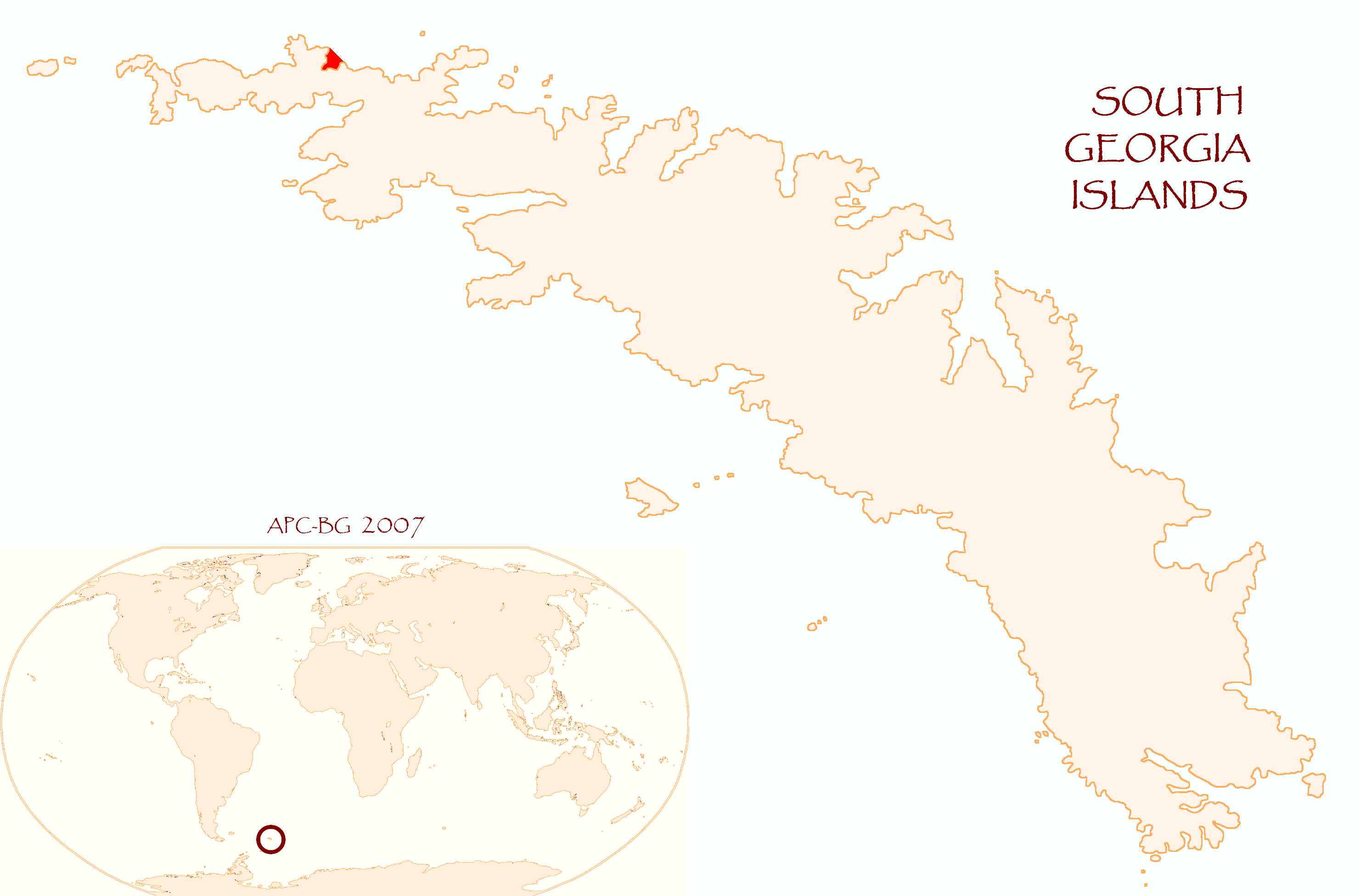
露脊鯨灣在南喬治亞島的位置

露脊鯨灣（英語：Right Whale Bay）是英國海外領土南喬治亞與南桑威奇群島的海灣，位於南喬治亞島，處於克雷吉角和無名角之間，寬2.4公里，名稱可追溯至1922年。
54°0′S 37°41′W / 54.000°S 37.683°W